# Glamour

Sandy na capa da edição brasileira da Glamour (maio de 2015)

Glamour é uma revista para mulheres publicada pela Condé Nast Publications. Fundada em 1939 nos Estados Unidos, foi primeiramente chamada Glamour of Hollywood.
Atualmente é publicada em vários países, incluindo Reino Unido, França, Itália, Alemanha, Espanha, Rússia, Grécia, Polônia, África do Sul, Hungria, Romênia (o mais recente país onde está sendo publicada), Holanda e na América Latina (versão espanhola). Em boa parte dos casos é uma publicação mensal.
No Brasil a Glamour foi lançada em abril de 2012 pela Editora Globo, substituindo a revista Criativa.
Em 2015 a revista criou o prêmio "Geração Glamour" que anualmente  premia as mulheres as quais mais se destacaram no ano..